# Tenth Avenue
Tenth Avenue è un film muto del 1928 diretto da William C. de Mille. La sceneggiatura si basa sull'omonimo lavoro teatrale di Lloyd Carpenter Griscom e Jack McGowan, andato in scena a Broadway il 15 agosto 1927.
Prodotto dalla DeMille Pictures Corporation, era interpretato da Phyllis Haver, Victor Varconi, Joseph Schildkraut, Louis Natheaux, Robert Edeson, Ethel Wales, Ernie Adams e Casson Ferguson. Per Ferguson, che sarebbe morto l'anno seguente a soli 37 anni, fu l'ultima sua apparizione sullo schermo.

## Trama
Joe Ross, un piccolo criminale, e Bob Peters, un ex giocatore d'azzardo, sono entrambi innamorati di Lyla Mason, una ragazza povera che, per vivere, deve lavorare. Ma la vita, a New York, non è facile e Lyla non riesce a tirare avanti da sola. Minacciata di sfratto, viene aiutata da Bob che, per pagarle l'affitto, torna al tavolo da gioco. Per non essere da meno del suo rivale, anche Joe cerca di trovare il denaro per il padrone di casa. Quando tale Fink, un contrabbandiere, viene trovato ucciso, sia Joe che Bob vengono sospettati del delitto. Il colpevole si rivela essere Joe, che ha ucciso Fink per derubarlo e dare i soldi a Lyla. Bob lo aiuta a fuggire ma, in cambio, gli chiede di lasciar perdere Lyla. Joe, però, non tiene fede al patto; non solo, tradisce Bob una seconda volta, facendo ricadere su di lui la colpa dell'omicidio di Fink. Lyla, per aiutare il povero Bob a salvarsi dalle accuse, induce Joe, ignaro che i poliziotti lo stanno spiando, a confessare il suo crimine. Ormai scoperto, Joe tenta la fuga, ma viene colpito a morte e muore tra le braccia della donna amata. Lyla e Bob possono finalmente iniziare la loro vita insieme.

## Produzione
La lavorazione del film, prodotto dalla DeMille Pictures Corporation, iniziò il 9 febbraio 1928.

## Distribuzione
Il copyright del film, richiesto dalla Pathé Exchange, inc., fu registrato l'11 luglio 1928 con il numero LP25442.
Distribuito dalla Pathé Exchange, il film uscì nelle sale cinematografiche statunitensi il 6 agosto 1928. In Austria, fu distribuito nel 1929 con il titolo Herzbub. Nel Regno Unito, fu ribattezzato Hell's Kitchen, in Brasile Entre Dois Amores.
Non si conoscono copie ancora esistenti della pellicola che viene considerata presumibilmente perduta.